# Disney Channel (Ucraina)
Disney Channel è stato un canale televisivo ucraino di proprietà della The Walt Disney Company, versione locale della rete statunitense omonima.
L'emittente aveva sede in Regno Unito.

## Palinsesto
- A.N.T. Farm - Accademia Nuovi Talenti
- Fish Hooks - Vita da pesci
- Buona fortuna Charlie
- Gravity Falls
- Hannah Montana[1]
- Jake e i pirati dell'Isola che non c'è
- Jessie
- Jonas L.A.
- Mermaid Melody Pichi Pichi Pitch
- Mako Mermaids
- Kick Chiapposky - Aspirante stuntman
- Kid vs. Kat - Mai dire gatto
- La casa di Topolino
- Coppia di re
- Phineas e Ferb
- Pokémon
- A tutto ritmo
- Soy Luna
- Sonny tra le stelle
- Splatalot!
- Stoked - Surfisti per caso
- Zack e Cody al Grand Hotel
- Zack e Cody sul ponte di comando
- Ultimate Spider-Man
- I maghi di Waverly
- Zeke e Luther
- Violetta